# Actueel Hoogtebestand Nederland
Het Actueel Hoogtebestand Nederland is een digitaal hoogtemodel voor het Europese deel van Nederland. De eigenaar van de dataset is Rijkswaterstaat. Het AHN is als open data publiek toegankelijk, zowel door het downloaden van de data als door middel van verschillende viewers. Dataset AHN3 is ingewonnen tussen 2014 en 2019 met behulp van laseraltimetrie. De inwinning en ontsluiting van opvolger AHN4 is bezig sinds 2020 en is anno 2022 voor delen van Nederland beschikbaar.